# Durium tschakomenis
Durium tschakomenis är en insektsart som beskrevs av Synave 1959. Durium tschakomenis ingår i släktet Durium och familjen Tropiduchidae. Inga underarter finns listade i Catalogue of Life.